# 羅馬浴場 (漫畫)
《羅馬浴場》是日本漫畫家山崎麻里的日本漫畫作品。原在《Comic Beam》（Enterbrain）上進行不定期連載，自2010年4月開始改為定期連載。此后，公佈了預計将于2012年改編為電影的消息，主演阿部寬、上戶彩。
2024年2月6日起，在《少年Jump+》連載以本篇結束後20年為時間點開始的續篇漫畫《續羅馬浴場》。
本作曾获得由書店店員選出的2010年度“漫畫大獎”、“第14屆手塚治虫文化獎短篇獎”，2011年度“《這本漫畫真厲害！》少年漫畫第2名”，以及2011年度“全國書店店員推薦漫畫第3名”等荣誉。

## 故事簡介

### 羅馬浴場
故事背景在哈德良時代，從公元128年到公元138年的古羅馬。在工作上遇到挫折的浴場設計師路西斯因為不明的原因穿越到現代的日本，與家中經營溫泉的日本女性小達五月相遇，路西斯對日本的溫泉文化和現代的衛浴設施大為訝異，便將這樣的設計運用在古羅馬時代。

### 續羅馬浴場
故事背景為前作完結的20年後、安敦寧·畢尤的時代、公元158年的古羅馬，此時的路西斯已是享譽多年的浴場設計大師，但因為流行趨勢的改變，他古樸莊嚴的設計風格不再受到人們歡迎，不想委屈自己追求浮華時尚的路西斯已經很久沒有接到新的工作，即使是自己的弟子和兒子的請求也不聽。可是就在皇帝的命令下開始試圖修繕其故鄉拉丁姆的舊浴場時，路西斯在相隔20年後再度穿越到現代的日本，並在那獲取了新的靈感運用到自己的時代。

## 登場人物
聲優順序為電視動畫／網路動畫。

### 古羅馬
路西斯·慕德斯特（聲：FROGMAN／津田健次郎、本渡楓（幼年）（日本）；陳欣（香港）；蘇振威（台灣），演：阿部寛（台灣配音：蘇振威））
從雅典學習到最新建築技術，專門設計浴場的羅馬建築技師。樸實剛健、嚴謹正直，天生的工作狂，因此和妻子離婚，之後更每天投入工作。為了隨時能響應帝國軍的徵招，除了鍛鍊出不下於古希臘雕刻中的健美身材外，在騎術、劍術、槍術和箭法都有不錯的水準。
在苦惱如何創新出新的建築使其更受歡迎時穿越到現代的日本，因為對羅馬以外的地區都不怎麼熟悉，而誤把日本當成未開化的國家，把日本人叫成「扁臉族」、「奴隸」等等。但受到日本浴場文化的衝擊而獲得啟發，於是在回到古羅馬後，就把這些點子用在新浴場的建造上，而日漸成為極有名氣的建築師，最後更受到哈德良皇帝的召見，並在完成其要求的新浴場後而備受其信任，和哈德良皇帝一樣喜歡素雅的建築物，對哈德良皇帝忠心不二。
長相蠻受日本女學生歡迎。邂逅小達五月後，兩者發展出唯妙的情愫，最後和選擇穿越時空留在古羅馬的小達五月結婚，育有一子。
馬克斯·皮埃特拉斯（聲：東地宏樹／小林親弘（日本）；葉振聲（香港））
羅馬的石工雕刻家。與年老的師父同住一起。路西斯的老朋友，和他是能共同去浴場泡澡、時常一起飲酒的好交情。相較於嚴謹的路西斯，個性開朗且十分好色，喜好嫖妓。是路西斯在工作與家庭關係上會進行商談與吐露心聲的對象，並用自己的手藝讓路西斯得自日本的靈感在羅馬呈現出來。
在第一部電影版之中是路西斯妻子的外遇對象，在第二部電影版時和解並恢復交情。
哈德良（Hadrian，聲：大塚明夫／磯部勉（日本）；林保全（香港））
當時的羅馬皇帝。因為安提諾烏斯的死常常鬱鬱寡歡。軍事與內政都有不錯成績，更是喜愛新建築物的建築家，但因為年過五十，常感覺自己體力大不如前。聽聞造成轟動新浴場的建築師路西斯事蹟後，而常請他為自己打造新浴室，相當信任且重用路西斯。
雷比達（聲：白熊寬嗣（日本））
羅馬的地方執政官。
塞維爾(セウェルス)
羅馬軍隊的將軍，羅馬軍平定巴柯巴起義的指揮官之一。
大马士革的阿波罗多洛斯（Apollodorus of Damascus）
路西斯尊敬的知名建築師。早期受到皇帝哈德良重用，並且有許多偉大實績。但由於建設構想跟不上哈德良的新意，而被哈德良疏遠。後來因為發明弩炮等攻城武器而再度獲得哈德良的信賴，對路西斯獲得皇帝信賴之事感到高興，認為自己後繼有人。
盧修斯·埃里烏斯／盧基烏斯·凱歐尼烏斯·康茂德（Lucius Aelius Caesar，出生時名Lucius Ceionius Commodus，聲：無／細谷佳正（日本））
哈德良皇帝原本選擇的皇位繼承人，打算讓他在奧里略成年之前守護羅馬。但在旁略比亞行省總督任上染上重病，即位前去世，使哈德良大發雷霆。為人雖然聰慧，但非常好色。
馬爾庫斯·奧列里烏斯（Marcus Aurelius，聲：無／榎木淳彌（日本））
即後來的奧里略皇帝。雖然書中僅僅描寫他的少年時代，卻已經顯露他的才華。
安東尼奧（Antoninus Pius，聲：無）
時任元老院議員，即後來的安敦寧·畢尤皇帝。在盧修斯病逝後，哈德良皇帝將其提拔為繼承人，作品尾聲哈德良皇帝過世後即位。

### 現代日本
小達五月
路西斯與哈德良共浴時穿越到日本伊藤溫泉後遇見的「扁臉族」女性，28歲，東京大學畢業的古羅馬研究者。非常的熱愛古羅馬文化，為研究而學會英語、義大利語、法語和拉丁語，是路西斯穿越到日本後第一個能溝通的對象。路西斯和她初次相遇時覺得她很像月神黛安娜，因此一直以黛安娜稱呼她，直到最終話才叫她的名字。在發覺自己愛上路西斯後，為了再和已經回到古羅馬時代的路西斯見面而四處奔走。聽祖父鐵藏偶然間去古羅馬和哈德良相遇並碰見路西斯的事情後，就加入牛津大學對拜亞的古羅馬遺跡調查團隊，並在那發現路西斯留下的建築遺跡。之後在遺跡的泉水幫助下來到古羅馬，並在馬爾庫斯的相助下與路西斯重逢。之後兩人結婚，並育有一子。
小達鐵藏
五月的祖父，也是她唯一的親人。在伊藤溫泉附近經營針灸、整骨，是名可以只看他人的氣色就能看出其健康狀況的名醫。交友廣闊，從大企業的會長到拳擊賽前冠軍、政界的高官都有所交往，因此孫女五月在拉贊助時受到他很大的幫忙。偶然間回到過去遇見哈德良並為其整治，但知道他已命不久矣的事實，後獲取黃金手環作為報酬，之後在泡溫泉時偶遇路西斯，但還未說一句話就回到現代。在孫女五月苦惱著要不要去找路西斯時要她不要擔心自己，而是該努力追求自己的幸福，促成五月和路西斯的重逢。

### 續作出場人物
馬里烏斯·慕德斯特
第一部結尾誕生，路西斯和五月的兒子。曾經到亞歷山大城留學，日後目標是成為和父親一樣的浴場設計工程師。會說五月教他的日語。對路西斯口中的「扁臉族」感到懷疑。
科尼利烏斯·帕拉
和路西斯同行的浴場設計工程師。以設計豪華風格的浴場獲得人氣，對路西斯搶走他的風采感到不滿。
盧基烏斯·維魯斯
盧基烏斯·埃利烏斯(凱歐尼烏斯)的兒子，安東尼奧的另一位養子，和馬爾庫斯一樣是下任皇帝繼承人，即後來的維魯斯皇帝。
小福斯蒂娜
安東尼奧的女兒，馬爾庫斯的妻子。為保持自己的美麗，堅持每天用驢奶泡澡。

## 出版書籍
- 有「*」的為限定版。

| 冊數 | Enterbrain     | Enterbrain                                     | 台灣角川                     | 台灣角川                                       |
| 冊數 | 發售日期       | ISBN                                           | 發售日期                     | ISBN                                           |
| ---- | -------------- | ---------------------------------------------- | ---------------------------- | ---------------------------------------------- |
| 1    | 2009年11月26日 | ISBN 978-4-04-726127-3                         | 2010年11月17日               | ISBN 978-986-237-901-1                         |
| 2    | 2010年9月25日  | ISBN 978-4-04-726770-1                         | 2011年2月10日                | ISBN 978-986-287-011-2                         |
| 3    | 2011年4月25日  | ISBN 978-4-04-727232-3                         | 2011年10月21日               | ISBN 978-986-287-378-6                         |
| 4    | 2011年12月22日 | ISBN 978-4-04-727515-7 *ISBN 978-4-04-727416-7 | 2012年5月31日                | ISBN 978-986-287-682-4                         |
| 5    | 2012年9月25日  | ISBN 978-4-04-728225-4 *ISBN 978-4-04-728215-5 | *2013年1月31日 2013年2月14日 | *ISBN 978-975-030-724-9 ISBN 978-986-325-065-4 |
| 6    | 2013年6月25日  | ISBN 978-4-04-728895-9 *ISBN 978-4-04-728900-0 | 2014年2月4日                 | ISBN 978-986-325-753-0                         |

- 第4集在日本另有發售另一版本的特裝版：2011年12月15日發售、ISBN 978-4-04-727496-9

### 續·羅馬浴場
| 冊數 | 集英社       | 集英社                 |
| 冊數 | 發售日期     | ISBN                   |
| ---- | ------------ | ---------------------- |
| 1    | 2024年4月4日 | ISBN 978-4-08-792618-7 |

### 相關書籍
作者山崎麻里創作此漫畫的相關秘辛。（作者：山崎麻里）
- 2012年4月20日發售、ISBN 978-4-04-728047-2

官方導讀手冊。
- 2012年4月20日發售、ISBN 978-4-04-728061-8

介紹各地的溫泉。封面為漫畫書衣版。（作者：郡司 勇）
- 2014年3月25日發售、ISBN 978-4-04-101274-1

小說
改編自電影版的劇情。（作者：伊豆平成）
1. 2012年4月20日發售、ISBN 978-4-04-728005-2
2. 2014年4月25日發售、ISBN 978-4-04-102601-4

## 電視動畫
2012年1月12日起，富士電視台系「noitaminA」時段播放。

### 製作人員
- 原作 - 山崎麻里
- 執行監督 - FROGMAN
- 監督、系列構成 - 谷東
- 脚本 - 谷東、中野守
- 人物設計、作画監督 - 武智敏光
- 動畫協力 - GONZO
- FLASH作画監督 - 山脇光太郎
- FLASH作画 - 内山翠、國領恵実香、藤岡早苗、高橋彩
- FLASH色彩調整 - たけはらみのる
- 背景 - 小林雅代、藤野健、田中真彦
- VFX - 田村仁、戸澤雄一朗、藤山昌子、玄スジュン
- 編輯 - 木村勝宏、海野洋平
- 音響監督 - はたしょう二
- 音響效果 - 出雲範子
- 錄音 - 八巻大樹
- 音樂製作人 - 佐野弘明
- 音樂 - 烏田ハルナ、加藤久貴
- 主要製作人 - 山本幸治
- 製作人 - 下川猛、塩入大介、大橋隆昭
- 動畫 - DLE
- 制作 - 動畫『羅馬浴場』製作委員會（富士電視台、東宝、索尼音樂娛樂、電通、DLE）

### 主題曲
「羅馬浴場」（日语：テルマエ・ロマン）
作詞·作曲：橋本繪莉子，歌：Chatmonchy

### 各話列表
| 話數      | 日文標題 | 中文標題             | 劇本        | 演出     | 作畫監督            |
| --------- | -------- | -------------------- | ----------- | -------- | ------------------- |
| I et II   |          | 穿越時空的羅馬人     | 谷東 中野守 | -        | 武智敏光 山脇光太郎 |
| I et II   | 白鳥之湖 |                      | 谷東 中野守 | -        | 武智敏光 山脇光太郎 |
| III et IV |          | 洗髮帽               | 中野守      |          | 武智敏光 山脇光太郎 |
| III et IV |          | 皇帝的憂鬱           | 谷東 中野守 | 博司池畠 | 武智敏光 山脇光太郎 |
| V         |          | 湯的力量·前篇 / 後篇 | 中野守 谷東 | -        | 武智敏光 山脇光太郎 |

影像特典
| 收錄卷 | 話數 | 標題 | 脚本        | 演出       | 作画監督                     |
| ------ | ---- | ---- | ----------- | ---------- | ---------------------------- |
| I      | I    |      | 中野守 谷東 | 博史池畠   | 武智敏光 山脇光太郎（FLASH） |
| II     | II   |      | 中野守 谷東 | 山脇光太郎 | 武智敏光 山脇光太郎（FLASH） |
| II     | III  |      | 中野守 谷東 |            | 武智敏光 山脇光太郎（FLASH） |
| II     | IV   |      | 谷東        |            | 武智敏光 山脇光太郎（FLASH） |

商業合作動畫
| 發行商               | 標題 |
| -------------------- | ---- |
| 朝日新聞デジタル     |      |
| ジャパンゲートウェイ |      |
| TOTO                 |      |
| 大江戸温泉物語       |      |
|                      |      |
|                      |      |
| LOFT                 |      |
|                      |      |
|                      |      |
|                      |      |
| 代代木動畫學院       |      |
|                      |      |
| Microsoft            |      |

### 播放電視台
| 播放日期                 | 播放時間             | 播放電視台     | 播放地區   | 備註                      |
| ------------------------ | -------------------- | -------------- | ---------- | ------------------------- |
| 2012年1月13日 - 1月27日  | 星期五 0:45 - 1:15   | 富士電視台     | 關東廣域圈 | 參與製作委員会 / 字幕放送 |
| 2012年1月18日 - 2月1日   | 星期三 1:58 - 2:28   | 關西電視台     | 近畿廣域圈 | 字幕放送                  |
| 2012年1月19日 - 2月2日   | 星期四 0:35 - 1:05   | 愛媛電視台     | 愛媛縣     | 字幕放送                  |
| 2012年1月19日 - 2月2日   | 星期四 1:05 - 1:35   | 福島電視台     | 福島縣     | 字幕放送                  |
| 2012年1月19日 - 2月2日   | 星期四 1:30 - 2:00   | 新潟綜合電視台 | 新潟縣     | 字幕放送                  |
| 2012年1月20日 - 2月3日   | 星期五 2:05 - 2:35   | 東海電視台     | 中京廣域圈 | 字幕放送                  |
| 2012年1月21日 - 2月4日   | 星期六 1:05 - 1:35   | 佐賀電視台     | 佐賀縣     |                           |
| 2012年1月22日 - 2月5日   | 星期日 1:05 - 1:35   | 櫻桃電視台     | 山形縣     |                           |
| 2012年1月22日 - 2月5日   | 星期日 1:35 - 2:05   | 秋田電視台     | 秋田縣     | 字幕放送                  |
| 2012年1月22日 - 2月5日   | 星期日 1:35 - 2:05   | 鹿兒島電視台   | 鹿兒島縣   | 字幕放送                  |
| 2012年1月22日 - 2月5日   | 星期日 2:05 - 2:35   | 熊本電視台     | 熊本縣     |                           |
| 2012年1月24日 - 2月7日   | 星期二 1:50 - 2:20   | 新廣島電視台   | 廣島縣     | 字幕放送                  |
| 2012年1月25日 - 2月8日   | 星期三 1:45 - 2:15   | 仙台放送       | 宮城縣     |                           |
| 2012年1月26日 - 2月9日   | 星期四 1:50 - 2:20   | 岩手可愛電視台 | 岩手縣     |                           |
| 2012年1月27日 - 2月10日  | 星期五 1:10 - 1:40   | 靜岡電視台     | 靜岡縣     | 字幕放送                  |
| 2012年1月29日 - 2月13日  | 星期日 1:30 - 2:00   | BS富士         | 日本全域   | 字幕放送                  |
| 2012年4月9日 - 4月23日   | 星期一 1:45 - 2:15   | 北海道文化放送 | 北海道     | 字幕放送                  |
| 2012年11月4日 - 11月18日 | 星期六 20:00 - 20:25 | 富士電視台TWO  | 日本全域   |                           |

日本海外
| 播放日期                 | 播放時間            | 播放電視台 | 播放地區 | 備註 |
| ------------------------ | ------------------- | ---------- | -------- | ---- |
| 2012年10月25日－11月22日 | 星期四 22:00－22:30 | J2         | 香港     |      |

## 網路動畫
以《新羅馬浴場》（テルマエ・ロマエ ノヴァエ）之名，於2022年3月28日起在Netflix全球獨佔上映，故事將以路西斯決定成為一名優秀的羅馬浴場設計師，某天卻意外穿越到江戶時代的日本來展開。
每集動畫播畢則是由山崎老師親自走訪草津温泉，重新發現日本入浴文化的小單元『新羅馬浴場 溫泉之旅（日语：テルマエ・ロマエ ノヴァエ 巡湯記）』。本單元的旁白由飾演路西斯的津田健次郎擔任。

### 工作人員（網路動畫）
- 企劃、製作 - Netflix
- 原作、原案、系列構成、執行總監 - 山崎麻里[16]
- 監督 - 疊谷哲也[16]
- 角色設計 - 永田文宏
- 美術監督 - 三宅昌和
- 美術設定 - 佐藤瞳、黑部咲
- 色彩設計 - 藤井瞳
- 攝影監督 - 久野利和
- CG監督 - 三田邦彥
- 編輯 - 大西裕太
- 音響總監 - 田中亮[16]
- 音效編輯 - [16]
- 音樂 - 川崎龍（日语：川﨑龍）
- 音樂製作 - ドライブ（日语：ドライブ (企業)）（中村千枝、狐野智之）
- 音樂總監 -
- 音響制作 - Sony Record[16]
- 執行製作人 - 許瑠伊
- 製作人 - 須田泰雄
- 動畫製作 - NAZ[16]

### 主題曲（網路動畫）

作詞、主唱：Paolo Andrea Di Pietro，作曲：Georges Bizet，編曲、監修：川崎龍

### 各話列表（網路動畫）
| 動畫本篇 | 動畫本篇 | 動畫本篇                       | 動畫本篇   | 動畫本篇 | 動畫本篇   | 動畫本篇                                                                    | 動畫本篇          | 溫泉之旅 | 溫泉之旅 | 溫泉之旅 |
| 話數     | 日文標題 | 中文標題                       | 劇本       | 分鏡     | 演出       | 作畫監督                                                                    | 總作畫監督        | 日文標題 | 中文標題 | 劇本     |
| -------- | -------- | ------------------------------ | ---------- | -------- | ---------- | --------------------------------------------------------------------------- | ----------------- | -------- | -------- | -------- |
| 第1話    |          | 個個浴場通羅馬                 | 百瀨祐一郎 | 疊谷哲也 | 中嶋清人   | 藤田真弓、山崎輝彥 宮野健、池添優子                                         | 永田文宏 菊池政芳 |          | 湯揉     | 矢崎隼人 |
| 第2話    |          | 穿越時空的浴場建築師           | 百瀨祐一郎 | 疊谷哲也 | 長澤雄樹   | 海保仁美、藤田真弓 宮野健、畠山天                                           | 菊永千里 菊池政芳 |          | 源泉     | 矢崎隼人 |
| 第3話    |          | 路西斯打造戶外浴場             | 百瀨祐一郎 | 疊谷哲也 | 金承德     | 海保仁美、山崎輝彥 宮野健、畠山元                                           | 菊永千里 菊池政芳 |          | 溫泉蛋   | 矢崎隼人 |
| 第4話    |          | 路西斯打造室內浴場             | 百瀨祐一郎 | 疊谷哲也 | 鈴木滿太郎 | 海保仁美、山崎輝彥 菅原美智代、藤田真弓 上野沙彌佳、宮野健 畠山元、池添優子 | 菊永千里 菊池政芳 |          |          | 矢崎隼人 |
| 第5話    |          | 路西斯打造哈德良皇帝別墅的浴室 | 諸留愛美   | 疊谷哲也 | 小野隆宏   | 藤田真弓、山崎輝彥 宮野健、池添優子 金璐浩                                  | 菊永千里 菊池政芳 |          |          | 矢崎隼人 |
| 第6話    |          | 路西斯打造岩盤浴               | 百瀨祐一郎 | 疊谷哲也 | 金承德     | 海保仁美、藤田真弓 宮野健、畠山元 金璐浩、上野沙彌佳 菅原美智代             | 菊永千里 菊池政芳 |          |          | 矢崎隼人 |
| 第7話    |          | 路西斯現身江戶時代的東海道     | 百瀨祐一郎 |          | 栗山貴行   | 藤田真弓、山崎輝彥 宮野健、池添優子                                         | 永田文宏 菊池政芳 |          |          | 矢崎隼人 |
| 第8話    |          | 路西斯在日本學習浴場禮儀       | 百瀨祐一郎 | 疊谷哲也 | 金承德     | 藤田真弓、山崎輝彥 宮野健、池添優子                                         | 永田文宏 菊池政芳 |          |          | 矢崎隼人 |
| 第9話    |          | 路西斯在日本認識建築師同業     | 百瀨祐一郎 | 疊谷哲也 | 長澤雄樹   | 藤田真弓、山崎輝彥 宮野健、畠山元 池添優子                                  | 菊永千里 菊池政芳 |          |          | 矢崎隼人 |
| 第10話   |          | 路西斯打造主題浴場             | 諸留愛美   | 中西伸彰 | 金承德     | 藤田真弓、山崎輝彥 宮野健、池添優子                                         | 永田文宏 菊池政芳 |          |          | 矢崎隼人 |
| 第11話   |          | 路西斯打造溫泉鎮               | 百瀨祐一郎 | 疊谷哲也 | 中嶋清人   | 藤田真弓、山崎輝彥 宮野健、池添優子                                         | 永田文宏 菊池政芳 |          |          | 矢崎隼人 |

## 電影
於2012年4月28日在日本各地上映。

### 剧情
大约公元130年，强盛繁华的罗马帝国正处在哈德良（市村正亲 饰）统治的时代，时下罗马人民沐浴之风盛行，公共浴池更是受到广大民众的欢迎。随着奢华之风抬头，浴场设计师路西斯·慕德斯特（阿部宽 饰）那古朴简约的设计风格渐渐受到冷遇。某天，他意外通过公共浴场穿越到21世纪的日本，这群被路西斯稱为“扁脸族”的人，其先进创新汤文化令路西斯大为羞愧和赞叹。在此之后，他多次穿越时空，将日本浴室中的创新理念带到古罗马，他由此咸鱼翻身，大受欢迎，甚至得到哈德良的赏识和重用。在此过程中，哈德良王朝落下帷幕，看似华而不实的凯奥尼乌斯（北村一辉 饰）成为新的皇帝。路西斯拒绝为凯奥尼乌斯设计浴室，他的命运来到了新的十字路口……

### 工作人員
- 原作：山崎麻里《羅馬浴場》（Enterbrain）
- 導演：武内英樹
- 腳本：武藤将吾

## 外部連結
- （日語） 漫畫官方網站 （页面存档备份，存于）
- （日語） 漫畫續作官方網站
- （日語） 作者公式網站 （页面存档备份，存于）
- （日語） 動畫「羅馬浴場」官網
- （日語） 電影「羅馬浴場」官網
- 羅馬浴場的X（前Twitter）